# Burmattus sinicus
Burmattus sinicus är en spindelart som beskrevs av Prószynski 1992. Burmattus sinicus ingår i släktet Burmattus och familjen hoppspindlar. Inga underarter finns listade.